# Australia en los Juegos Olímpicos de Amberes 1920
Australia estuvo representada en los Juegos Olímpicos de Amberes 1920 por un total de 13 deportistas que compitieron en 5 deportes.  
El portador de la bandera en la ceremonia de apertura fue el atleta George Parker.

## Medallistas
El equipo olímpico australiano obtuvo las siguientes medallas:
| Nombre                                                  | Deporte   | Competición       |
| ------------------------------------------------------- | --------- | ----------------- |
| Oro                                                     |           |                   |
| —                                                       |           |                   |
| Plata                                                   |           |                   |
| George Parker                                           | Atletismo | Marcha 3000 m M   |
| Frank Beaurepaire Henry Hay William Herald Ivan Stedman | Natación  | 4 × 200 m libre M |
| Bronce                                                  |           |                   |
| Frank Beaurepaire                                       | Natación  | 1500 m libre M    |